# Dark Tide
Dark Tide (Marea letal en España) es una película estadounidense de suspenso y acción de 2012 dirigida por John Stockwell, producida por Jeanette Buerling y Matthew E. Chausse y escrita por Ronnie Christensen y Amy Sorlie. La película está basada en una historia de Amy Sorlie y es protagonizada por Halle Berry, Olivier Martinez y Ralph Brown. 

## Sinopsis
Kate (Halle Berry), una vez una reconocida buceadora de aguas profundas, sufrió un terrible incidente mientras filmaba un documental, donde su compañero Themba (Sizwe Msutu) fue atacado y muerto por un tiburón blanco, lo que la llevó a retirarse de su pasión. 
Años después del traumático suceso, Kate está luchando financieramente y recibe una oferta tentadora para llevar a cabo una expedición con un cliente adinerado llamado Brady (Ralph Brown) y con la mediación de su exnovio Jeff (Olivier Martinez). Brady está obsesionado con los tiburones y quiere nadar con un gran tiburón blanco en aguas sudafricanas durante la temporada de migración.
A pesar de sus reservas iniciales y su miedo persistente a los tiburones, Kate acepta la oferta debido a la necesidad de dinero. Sin embargo, cuando se sumergen en las aguas infestadas de tiburones, la situación se complica. Un conjunto de circunstancias adversas, incluyendo tensiones personales y un bote averiado, llevan a un enfrentamiento con un gran tiburón blanco que pone en peligro la vida de todos a bordo.

## Reparto
- Halle Berry como Kate Mathieson.
- Olivier Martinez como Jeff Mathieson.
- Ralph Brown como Brady Ross.
- Luke Tyler como Luke Hadley.
- Mark Elderkin como Tommy Phillips.
- Sizwe Msutu como Themba.
- Thoko Ntshinga como Zukie.

## Producción
La producción comenzó en julio de 2010 en False Bay, Ciudad del Cabo, Sudáfrica, y se rodó durante seis semanas en un pequeño bote con tiburones blancos reales. La producción luego se trasladó al Reino Unido durante tres semanas de filmación en Pinewood Studios en el escenario submarino y en los estudios Black Hangar en su tanque de agua externo. La banda sonora fue escrita e interpretada por Mark Sayfritz.